# Leila Guarni
Leila Guarni (fl. XX secolo) è stata un'attrice italiana.

## Biografia
La sua carriera è raccolta in soli quattro film: il suo esordio sullo schermo avvenne nel 1939 come protagonista femminile del film Imputato, alzatevi! di Mario Mattoli, dove rivestì il ruolo di Giorgetta accanto a Erminio Macario. In questa interpretazione fu doppiata da Rosetta Calavetta.
Nel 1940 apparve nella parte di una ragazza della pensione nel film Dopo divorzieremo di Nunzio Malasomma, con Amedeo Nazzari e Vivi Gioi. Nello stesso anno fece parte del cast del film Cantate con me! di Guido Brignone con Giuseppe Lugo.
La sua ultima apparizione sul grande schermo è del 1942 nel film Sancta Maria di Pier Luigi Faraldo e Edgar Neville.

## Filmografia

### Cinema
- Imputato, alzatevi!, regia di Mario Mattoli (1939)
- Dopo divorzieremo, regia di Nunzio Malasomma (1940)
- Cantate con me!, regia di Guido Brignone (1940)
- Sancta Maria, regia di Pier Luigi Faraldo ed Edgar Neville (1942)